# Ірано-візантійська війна (572—591)
Ірано-візантійська війна (572-591) — збройний конфлікт між Сасанідською державою і Візантійською імперією, який тривав 19 років і закінчився підписанням Ктесіфонського миру (591 рік) на вигідних для Візантії умовах.

## Передісторія
У 570 році перси захопили Ємен і витіснили з нього союзників Візантії - ефіопів. Тоді ж посилилися набіги на Персію тюрків і хозарських кочівників Північного Кавказу, підбурювані Візантією. Це призвело до початку нової війни.

## Хід подій
Спочатку перси вели бойові дії успішно. Так, в 573 році вони захопили місто Дара. Але в 581 році візантійці розбили перську армію під Телль-Костянтином в Малій Азії. В наступні роки війна велася з перемінним успіхом. В 590 році Персія на Північному Кавказі почала війну з хозарами. Візантія, союзниця хазар, направила в район боїв свої війська. В кінці 590 року іранські війська під командуванням полководця Бахрама Чубіна здобули перемогу над об'єднаною візантійсько-хозарською армією і вторглися в територію Сванетії і Кавказької Албанії. Однак незабаром перси були розбиті біля Сісаврана в Вірменії, на узбережжі річки Аракс, візантійськими військами під командуванням полководця Романа. Незабаром шах Ірану помер, а Бахрам Чубін захопив трон. Законний спадкоємець Хосров II Парвіз був змушений просити допомоги у Візантії. Візантійський імператор Маврикій надав допомогу, але при цьому змусив Хосрова II укласти мир на вигідних для Візантії умовах.

## Мирна угода
Договір був підписаний в 591 році в Ктесифоні. За його умовами Персія повернула Візантії всі спірні території Месопотамії і Закавказзя, захоплені раніше.